# Miguel Jacinto Meléndez

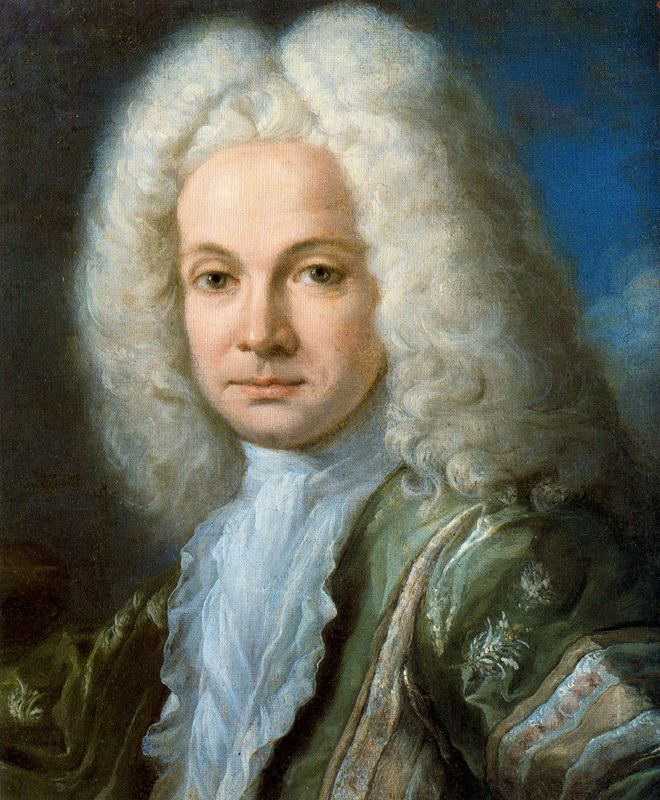
Mögliches Selbstporträt (um 1700)

Miguel Jacinto Meléndez (* 1679 in Oviedo; † 25. August 1734 in Madrid) war ein spanischer Barockmaler.

## Biografie
Miguel Jacinto Meléndez war der Sohn von Vicente Meléndez de Ribera und Francisca Díaz de Luxío; sein drei Jahre jüngerer Bruder Francisco Antonio Meléndez wurde ebenfalls Maler. Bereits in jungen Jahren zog die Familie nach Madrid um. Möglicherweise erhielt er dort beim Maler José García Hidalgo seine Ausbildung. Im Jahr 1704 heiratete er María del Río; er hatte seine Lehrjahre beendet und erhielt erste Aufträge aus der Umgebung des Hofes. Im Jahr 1712 wurde er ohne Bezahlung zum Hofmaler Philipps V. (reg. 1700–1746) ernannt; es war die Zeit des Spanischen Erbfolgekriegs (1701–1714) und die Kassen waren leer. Im Jahr 1715 starb seine Frau bei der Geburt eines Sohnes, doch bereits im Folgejahr schloss er die Ehe mit Alejandra García de Ocampo, die ihm zwei Töchter gebar. Während des Umzugs des Hofes nach Sevilla (1729–1733) blieb er in Madrid, was seiner weiteren Karriere natürlich nicht förderlich war, denn während dieser Zeit und danach erhielt er nur noch Aufträge von Adligen aus dem weiteren Umfeld des Hofes. Er starb dennoch schuldenfrei im Sommer 1734.

## Werk
Hauptbestandteil seines Werkes sind Porträts der Königsfamilie; aber auch zahlreiche höfische Adelsporträts sind erhalten. Auch mit religiösen Themen aus dem Marienleben (Verkündigung, Himmelfahrt etc.) beschäftigte er sich. Seltener versuchte er sich an anderen Themen – so z. B. der hl. Raimundo Serrat in der Schlacht von Calatrava. In der spanischen Malerei insgesamt eher unbekannte Themen wie Landschaften, Stillleben etc. gehörten nicht zu seinem künstlerischen Repertoire.